# Tòpics (Aristòtil)
Els Tòpics de la dialèctica (en grec: Τοπικά; en llatí: Topica; abreujat en Top) és un tractat d'Aristòtil sobre la construcció d'arguments vàlids, i les inferències probables, en lloc de les certes. En aquest tractat Aristòtil esmenta els predicats, que foren desenvolupats posteriorment per Porfiri i els lògics escolàstics.
Aquesta obra, composta amb vuit llibres, redactada abans dels Analítics però situada després d'aquests en l'Òrganon, es dedica a l'estudi del sil·logisme dialèctic, en tant que duu a una conclusió probable.
Els tres primers capítols del llibre primer formen la introducció. Els capítols següents estudien genèricament les proposicions segons la naturalesa del predicat, de la identitat, la relació dels predicables amb les categories, el raonament dialèctic i la inducció.
El gruix de l'obra, del llibre II al VII, s'ocupa dels tòpics -llocs comuns- dels quals ixen els arguments, i que són: l'accident, el gènere, la propietat, la definició i la identitat. El llibre vuité conté orientacions pràctiques sobre la dialèctica: com estructurar, presentar o formular les qüestions; com respondre, etc.
En definitiva, Aristòtil examina en el conjunt d'aquesta obra els procediments sistemàtics que permeten convéncer amb un grau acceptable de versemblança, però que resulten insuficients per atorgar-los el valor de certesa més proper a la veritat. Per això, la dialèctica queda exclosa del domini de la ciència.